# Procris des Centaurées
Jordanita globulariae
Espèce
La Turquoise de la Globulaire, ou Procris des Centaurées (Jordanita globulariae) est une espèce de papillons de la famille des Zygaenidae.

## Caractéristiques
Les papillons de nuit atteignent une longueur d'aile antérieure de 10,5 à 17,0 millimètres chez les mâles et de 7,7 à 10,1 millimètres chez les femelles. La tête, le thorax, les jambes et l'abdomen sont d'un vert, d'un vert bleuté ou d'un bleu chatoyant, avec un chatoiement moins intense sur l'abdomen. Les antennes sont composées de 37 à 42 segments. Les ailes sont larges, le dessus de l'aile antérieure étant vert, vert bleuté ou bleu. L'aile postérieure est légèrement translucide, le dessus est gris à gris clair. Le dessous des ailes est gris. Les femelles sont beaucoup plus petites et ont des ailes plus étroites et plus arrondies sur le plan distal. L'espèce est très variable dans une variété de caractéristiques. Il s'agit notamment de la taille, de la coloration, de l'intensité de la brillance, de la longueur des antennes, des veines des ailes et des caractéristiques morphologiques génitales.
Chez le mâle, les processus valvulaires ventral au saccule sont très longs. L'aedeagus est environ cinq fois plus long que large. Un groupe de fines aiguilles est présent sur la vessie, un champ d'épines est absent. Le 8e sternite abdominal ne couvre que la partie proximale du segment, de sorte que les apophyses valvulaires distales sont visibles après l'enlèvement des écailles abdominales.
Chez la femelle, l'ostium est arrondi et asymétrique par rapport à l'axe abdominal. L'antrum est translucide, plus large que l'ostium, et rainuré. Les bourses canalaires sont courtes, translucides, pliées et légèrement courbées. Le corpus bursae est ovoïde, les aiguilles caractéristiques sont très petites et fragiles et ne sont visibles qu'au microscope. Le 7e sternite abdominal est légèrement échancré en direction distale, de sorte que l'ostium asymétrique est clairement visible après l'enlèvement des écailles abdominales.
L'œuf est jaune verdâtre.
La coloration des chenilles est variable. La tête et le dos du segment prothoracique sont bruns. Le corps est gris, brun grisâtre ou gris jaunâtre et marqué de lignes gris foncé. Les tubercules sont rougeâtres, les pattes sont brun noirâtre.
La pupe est brun pâle ou brun jaunâtre à noir verdâtre.
Le cocon est blanc verdâtre ou gris brunâtre et est entouré d'une longue toile ovale de soie et de particules de terre.

### Espèces similaires
J. globulariae est si variable en termes de coloration et de taille qu'il peut être confondu avec presque toutes les espèces à ailes larges. Chez la femelle, l'ostium arrondi et asymétrique est librement visible. Parmi les espèces similaires, J. globulariae peut être distinguée morphologiquement du point de vue génital.

## Distribution
Le Procris des Centaurées est répandu à travers l'Europe occidentale, centrale et orientale, de l'ouest de la péninsule Ibérique à l'Oural. Au sud, son aire de répartition s'étend à travers la péninsule des Balkans jusqu'au nord-ouest de la Turquie. En Espagne et dans le sud de la France, l'espèce habite les pentes sèches ou les clairières herbeuses et fleuries des forêts, parfois aussi les prairies légèrement humides. Dans le reste de l'Europe, l'espèce vit sur des prairies humides ou des collines herbeuses sèches. Dans le nord de l'Italie, l'espèce est limitée aux prairies sèches des plaines.

## Biologie
Les femelles pondent des œufs en rangées sur la face inférieure des feuilles, ce qui se produit pendant la partie la plus chaude de la journée. Les larves se développent sur des espèces de Centaurées (Centaurea), de Cirses bulbeux (Cirsium tuberosum) et de Globulaires (Globularia). Le cocon est déposé juste sous la surface du sol ou dans la litière de feuilles.